# 伊里奧納
伊里奧納（西班牙語：Iriona），是洪都拉斯的城鎮，位於該國東部，由科隆省負責管轄，始建於1892年，面積3,986.87平方公里，海拔高度0米，2001年人口16,644，人口密度每平方公里4.17人。
15°56′0″N 85°11′0″W / 15.93333°N 85.18333°W